# Bradley Nowell
Bradley James Nowell (Long Beach, 22 de fevereiro de 1968 — São Francisco, 25 de maio de 1996) foi um músico e compositor estadunidense, mais conhecido como o guitarrista e vocalista da banda de ska punk Sublime.

## Biografia
Bradley Nowell nasceu e cresceu em Long Beach, Califórnia junto com seus pais, Jim Nowell e Nancy Nowell, e com sua irmã Kelly. Conforme cresceu, Nowell se tornou uma criança problemática. Seu comportamento rebelde se agravou aos 10 anos, quando seus pais se divorciaram. Ao sair em uma viagem às Ilhas Virgens junto com seu pai, Bradley foi introduzido ao Reggae e ao voltar passou a aprender como tocar guitarra. Aos 13 anos Bradley formou sua primeira banda, 'Hogan's Heroes', juntamente com Eric Wilson, que mais tarde viraria o baixista da banda Sublime. Nowell estudou na Wilson Classical High School, em Long Beach, e mais tarde frequentou a California State University de Long Beach. 
Bradley foi um músico que viria a influenciar muita gente em relação ao estilo musical e ao estilo de vida, sendo um ícone para toda a geração que partilha um gosto comum por skate. 
Ele morreu de overdose de heroína em 1996 pouco antes do primeiro lançamento por uma grande gravadora de um trabalho de seu grupo, o álbum Sublime, deixando esposa e um filho.